# Juan Vicente Pérez
Juan Vicente Pérez Mora (El Cobre, estado Táchira, Venezuela; 27 de mayo de 1909-San José de Bolívar, Venezuela, 2 de abril de 2024) fue un agricultor, campesino y supercentenario venezolano, que en 2022 se convirtió en el hombre más anciano del mundo, tras ser anunciado por Latin American Supercentenarians (LAS) y el Grupo de Investigación en Gerontología, luego del fallecimiento de Saturnino de la Fuente García, de 112 años y 341 días de edad  y posteriormente reconocido por el Libro Guinness de los récords.
También tuvo el título de ser el hombre más anciano de Venezuela  y la persona venezolana más anciana de todos los tiempos.

## Biografía
Nació el 27 de mayo de 1909, en localidad de El Cobre, del municipio venezolano de José María Vargas. Hijo de Edelmira Mora y Eutiquio del Rosario Pérez Mora, siendo el menor de ocho hermanos.
En 1914, se mudó con su familia a Los Paujiles de San José de Bolívar, donde se convirtió en agricultor de dicha zona, especialmente en la cosecha de caña de azúcar y café. Se alfabetizó gracias a un libro que le entregó su maestro, quien se enfermó poco después de que Pérez se matriculara en la escuela.
Posteriormente, en 1938 conoció a Ediofina del Rosario García (1916-1997), con quien contrajo matrimonio dos meses después. La pareja tuvo once hijos (seis hombres y cinco mujeres), con una gran descendencia: 41 nietos, 18 bisnietos y 12 tataranietos.
Aparte, fue alguacil durante diez años en Caricuena, en 1948. y era la persona responsable de resolver disputas familiares y temas relacionados con la tierra.

## Reconocimiento mundial
En 2020 se convirtió en el «hombre más anciano de Venezuela», lo cual fue reseñado por la prensa y medios especializados, donde mostraban su cédula de identidad número V-1.900.871.
Para enero de 2022, Latin American Supercentenarians (LAS) y el Grupo de Investigación en Gerontología (GRG) actualizaron  sus tablas y anunciaron que Vicente Pérez es el «hombre vivo más anciano del mundo». Este proceso fue solicitado por su sobrino Freddy Abreu. El acontecimiento tuvo impacto en la región, además de que se convirtió en el primer supercentenario validado de Venezuela. En febrero de 2022, el Consejo Legislativo del Estado Táchira declara a Juan Vicente Pérez como patrimonio viviente de la región. En mayo de ese mismo año, el Libro Guinness de los récords lo declaró el hombre vivo más longevo del mundo.
El 27 de mayo de 2022, celebró su 113 cumpleaños. Evento que contó con un desfile precedido por la Guardia Nacional Bolivariana y una fiesta con misa en la Iglesia de San José de Bolívar.
El 25 de mayo de 2023, dos días antes de su cumpleaños, un grupo de música folclórica llegó a su vivienda para rendirle homenaje, momento en el cual Tío Vicente tocó maracas.
El 27 de mayo de 2023, cumplió 114 años. El gobernador del Táchira, Freddy Bernal, decretó día de júbilo y comentó que la región se encontraba «de fiesta». Luego, el presidente venezolano, Nicolás Maduro, expresó su orgullo y aprecio al Tío Vicente vía Twitter. El cumpleaños se celebró en la Iglesia de San José de Bolívar acompañada de una misa. El día estuvo marcado por diversas muestras de cariño, obsequios y sorpresas. Comisiones internacionales provenientes de México y Uruguay también estuvieron presentes en el evento. Fabrizio Villatoro y Ben Meyers (fundadores de LongeviQuest), dijeron que viajaron desde sus países para desearle el mejor porvenir al abuelo.
Al cumplir 114, se convirtió en el séptimo hombre en alcanzar dicha edad, debidamente documentada.
Falleció el martes 2 de abril de 2024 a la edad de 114 años y 311 días.